# (29164) 1989 UA
(29164) 1989 UA est un astéroïde de la ceinture principale découvert en 1989.

## Description
(29164) 1989 UA a été découvert le 20 octobre 1989 à l'observatoire de Kani (Japon) par Yoshikane Mizuno et Toshimasa Furuta.

### Caractéristiques orbitales
L'orbite de cet astéroïde est caractérisée par un demi-grand axe de 2,55 ua, un périhélie de 2,29 ua, une excentricité de 0,010 et une inclinaison de 10,77° par rapport à l'écliptique. Du fait de ces caractéristiques, à savoir un demi-grand axe compris entre 2 et 3,2 ua et un périhélie supérieur à 1,666 ua, il est classé, selon la JPL Small-Body Database, comme objet de la ceinture principale.

### Caractéristiques physiques
(29164) 1989 UA a une magnitude absolue (H) de 13,4 et un albédo estimé à 0,223.